# Dokken
Dokken es una banda estadounidense de hard rock y heavy metal formado en Los Ángeles en 1978. Iniciaron su carrera en 1981 en Europa con el disco Breaking the Chains, pero la crítica sitúa su debut discográfico en 1983 cuando el álbum se lanzó en los Estados Unidos.
Gozaron de gran fama en la década de los ochenta dentro de la escena del glam metal. Gracias a éxitos como «Kiss of Death», «Into the Fire» y la power ballad «Alone Again», lograron ubicarse en los primeros puestos de las listas musicales principalmente en los Estados Unidos, en donde fueron certificados con algunos discos de oro y de platino. Sin embargo, las discusiones entre sus miembros, principalmente entre Don Dokken y George Lynch, llevaron a la abrupta separación del grupo en 1989. En 1993 sus integrantes originales se volvieron a reunir, pero los constantes problemas entre ellos provocaron un constante cambio en la alineación, siendo Don Dokken el único miembro original que permanece desde entonces.
Han sido nominados a los premios Grammy en una sola ocasión con el disco en vivo Beast from the East en la categoría mejor interpretación de metal, y hasta el 2013 se estimó que habían vendido más de 10 millones copias en todo el mundo. Cabe señalar que en enero de 1988 fueron distinguidos con las llaves de la ciudad de Los Ángeles, entregado por el alcalde Tom Bradley.

## Historia

### Inicios
En 1976, el vocalista Don Dokken junto a Bobby Blotzer y Juan Croucier eran parte de una banda llamada Airborn, que durante sus primeros años tocaron en algunos recintos del Sunset Strip de Los Ángeles; no obstante, dos años más tarde Blotzer y Croucier se alejaron de la banda para formar FireFoxx. Por aquel mismo tiempo, descubrieron que el nombre Airborn estaba patentado por otra agrupación estadounidense por lo que decidieron cambiarlo y llamarse simplemente Dokken, estableciendo así la fundación de la banda. En 1979, Don junto a Greg Pecka en la batería y Steven R. Barry en el bajo grabaron el sencillo «Hard Rock Woman», que se lanzó al mercado por un sello independiente sin lograr un buen resultado. Al poco tiempo, ingresó el guitarrista líder Greg Leon, mientras que Pecka y Barry fueron reemplazados por Gary Holland y Gary Link respectivamente. Luego de unas presentaciones por Alemania Occidental en 1979, Leon se unió a Quiet Riot como sustituto de Randy Rhoads y Holland ingresó a Dante Fox, que posteriormente serían conocidos como Great White. Durante el tour por Alemania Occidental, Don conoció al productor Michael Wagener, que por ese entonces era ingeniero de la banda Accept y que los ayudó a grabar las maquetas de una eventual primera producción. Dichos demos fueron publicados en 1979 de manera independiente como un EP bajo el título de Back in the Streets, que de acuerdo con Don Dokken se lanzó sin el consentimiento de la banda asegurando que se las habían robado.
En 1980 giraron nuevamente por Alemania Occidental, período en que Croucier retornó a la banda, Por su parte, a principios del año siguiente también ingresaron el guitarrista George Lynch y el baterista Mick Brown, provenientes de Xciter. En 1981, decepcionados por no encontrar apoyo discográfico en los Estados Unidos, la agrupación viajó a Alemania para buscar una oportunidad con los demos grabados con Wagener. Con la ayuda de la mánager de Accept, Gaby Hauke, la banda firmó con Carrere Records para lanzar en el mismo año su álbum debut Breaking the Chains, que solo fue publicado en Europa. Por aquel mismo tiempo, Don conoció a los miembros de la banda Scorpions, que por problemas a las cuerdas vocales que sufrió Klaus Meine y para cumplir con los asuntos contractuales entre ellos y Mercury Records, lo invitaron a grabar la voz principal de las canciones de Blackout. Finalmente, Meine se recuperó de su dolencia después de dos cirugías y un largo entrenamiento, por lo que las grabaciones de Don fueron utilizadas como los coros del disco. Por su parte, Lynch, Croucier y Brown fueron solicitados para grabar cuatro canciones del músico alemán Udo Lindenberg, que se publicaron en su álbum Keule de 1982.

### Reconocimiento y el éxito comercial

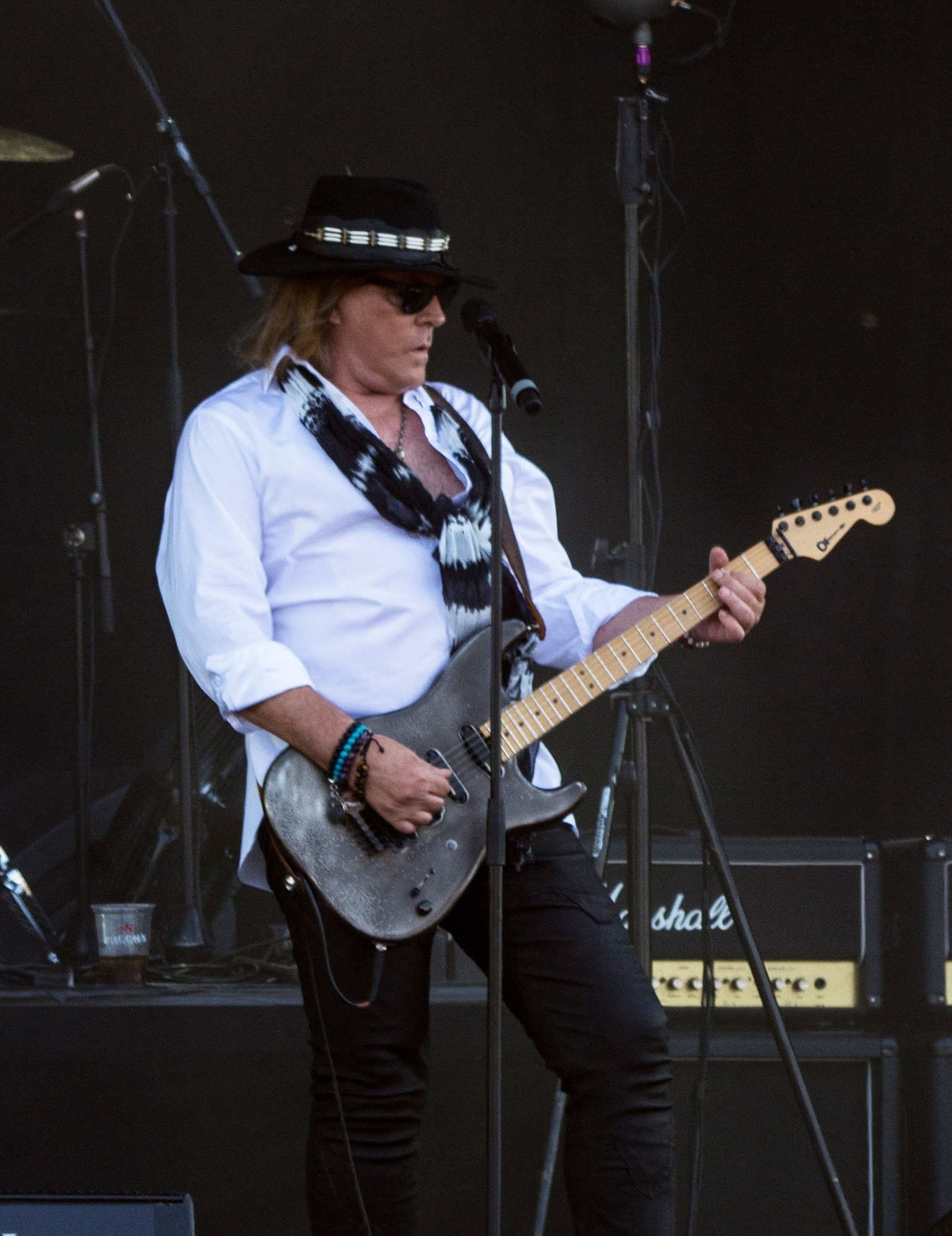
Don Dokken formó la banda en 1978, en la imagen, el vocalista en el Wacken Open Air de 2018

A fines de 1982, la agencia de representantes Q Prime Inc. de Cliff Burstein y Peter Mensch les consiguió un contrato con el sello estadounidense Elektra, que relanzó el disco Breaking the Chains para el mercado estadounidense en 1983, consiguiendo el puesto 136 en la lista Billboard 200. Para promocionarlo, Dokken salió de gira por los Estados Unidos como banda de apertura de los conciertos de Blue Öyster Cult, Aldo Nova y Rainbow, y en mismo año se grabó el video musical del sencillo «Breaking the Chains». Por aquel mismo tiempo, las relaciones internas de los músicos pasaba por una crisis; Juan Croucier dejó la banda para unirse a Ratt, mientras que George Lynch en más de una ocasión abandonó la agrupación debido a la hostil relación con Don Dokken. Para sustituir a Croucier, Mike Varney —dueño de Shrapnel Records— les sugirió a Jeff Pilson, que ingresó a la banda en 1984 después de una audición. A pesar de la promoción, las ventas de Breaking the Chains no fueron las esperadas y Elektra Records consideró despedirlos, pero gracias a la intervención de Q Prime Inc. el sello les permitió grabar una nueva producción para 1984.
En septiembre de 1984 se puso a la venta Tooth and Nail, que recibió críticas positivas por parte de la prensa especializada, como también una buena recepción en el mercado estadounidense ya que llegó hasta el puesto 49 en la lista Billboard 200 y en 1989 fue certificado con disco de platino por la RIAA, luego de vender más de un millón de copias. En cuanto a su promoción, se extrajeron tres canciones como sencillos «Into the Fire», «Just Got Lucky» y la power ballad «Alone Again», que se posicionaron en el top 30 del conteo estadounidense Mainstream Rock Tracks. Por su parte, en octubre del mismo año iniciaron la gira Tooth & Nail Tour que les permitió dar ochenta conciertos por los Estados Unidos y Canadá como acto de apertura de los shows de Twisted Sister, Y&T, Dio y Kiss, principalmente. En noviembre de 1985 salió a la venta el tercer álbum de estudio Under Lock and Key, que obtuvo un éxito similar que su predecesor puesto que logró la casilla 32 en el principal conteo estadounidense y recibió disco de platino por la RIAA en 1987. Con la respectiva gira promocional compartieron escenario con Dio, Judas Priest, AC/DC y dieron varias presentaciones como artista principal con Keel como banda invitada, e incluso tocaron por primera vez en Japón. Por otro lado, en el mismo año Ronnie James Dio los invitó a participar del proyecto Hear 'n Aid, en donde Don fungió como uno de los vocalistas principales, George como uno de los guitarristas líderes, y Mick y Jeff colaboraron en los coros del tema principal «Stars».
En octubre de 1986, el sello Elektra publicó el VHS Unchain the Night que alcanzó disco de platino en el mercado estadounidense. Dos meses después la banda regresó a los estudios para grabar el tema «Dream Warriors», que fue escogida para ser la canción principal de la película de 1987 A Nightmare on Elm Street 3: Dream Warriors. Durante el primer semestre boreal de 1987 salieron de gira por los Estados Unidos como teloneros de Aerosmith y en los tiempos libres comenzaron a escribir el material para la siguiente producción de estudio. Publicado en noviembre de 1987, Back for the Attack alcanzó el puesto 13 en el Billboard 200, la posición más alta para un disco de Dokken en dicha lista estadounidense. Apoyado por los sencillos «Burning Like a Flame», «Dream Warriors» y «Prisoners», el disco recibió disco de platino por la RIAA en enero de 1988. Gracias al éxito que tenían en su propio país, los productores del festival Monsters of Rock los contrataron para ser parte de la gira Monsters of Rock US '88, en donde compartieron escenario con Van Halen, Scorpions, Metallica y Kingdom Come. La gira también contempló presentaciones por algunas ciudades japoneses, entre ellas Tokio, la que fue escogida para grabar el primer álbum en vivo Beast from the East. El disco, publicado en noviembre de 1988, obtuvo el puesto 33 en la lista estadounidense y es hasta la fecha la última producción de la banda en lograr una certificación de la RIAA (disco de oro). Por su parte, en 1990 recibió una nominación a los premios Grammy en la categoría mejor interpretación de metal.

### Conflictos internos y la separación (1989-1993)

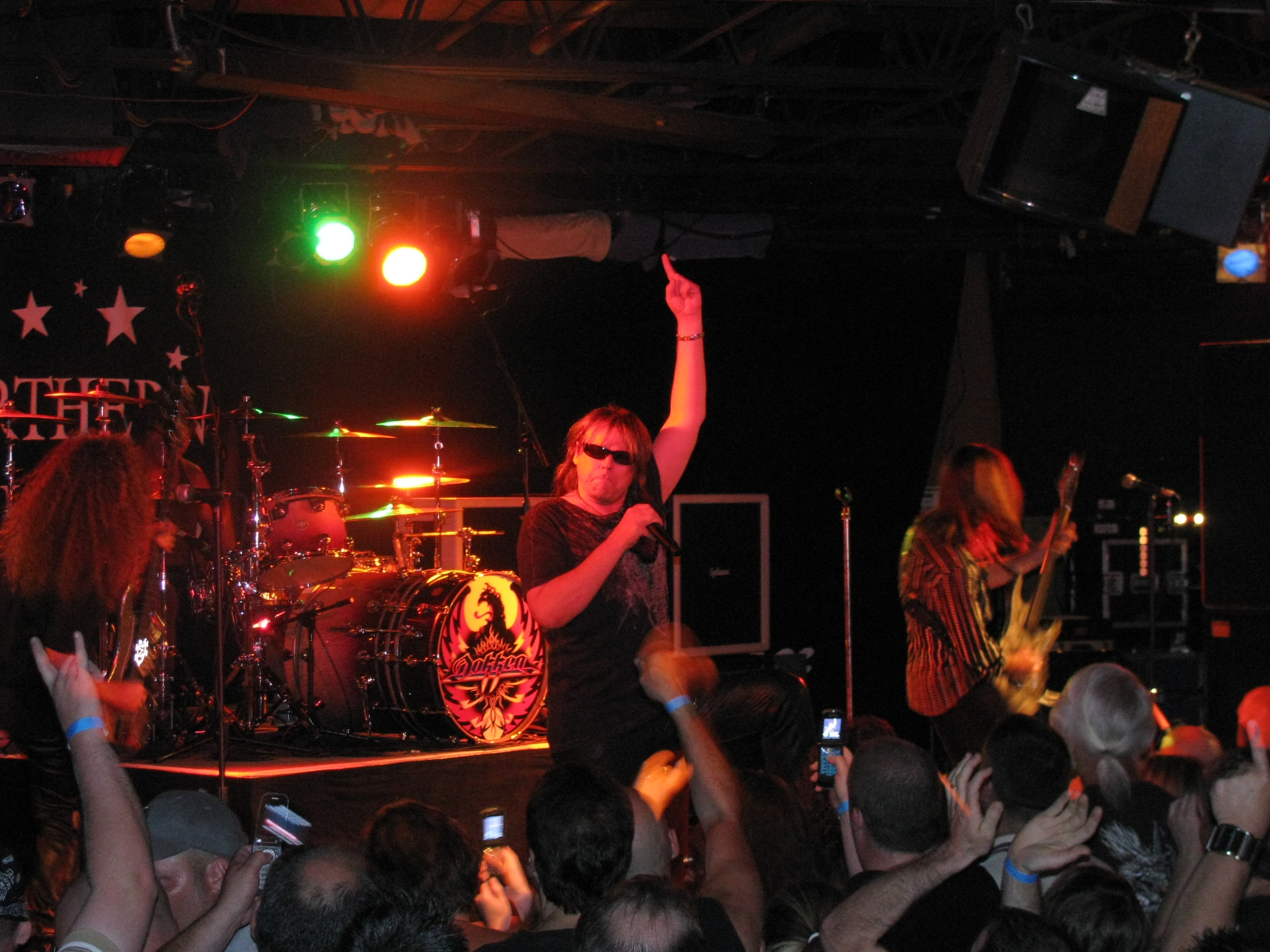
Dokken en vivo en 2008

Durante la gira de Back for the Attack la relación de trabajo entre George Lynch y Don Dokken pasaba por una grave crisis debido a las diferencias musicales con respecto al futuro de la agrupación, incluso Lynch argumentó en algún momento que no quería participar en una banda que tuviese el apellido del vocalista y que eso lo hacía sentirse desplazado. Finalmente en marzo de 1989 se concretó el final de Dokken, por un lado, George Lynch y Mick Brown formaron la banda Lynch Mob y publicaron los álbumes Wicked Sensation (1990) y Lynch Mob (1992), mientras que Don inició su carrera solista con el álbum Up from the Ashes (1990). Por su parte, Jeff Pilson fundó Flesh & Blood, que más tarde pasaría a llamarse War & Peace y trabajó con los artistas Michael Lee Firkins, McAuley Schenker Group y Dio.

### Reunión y segunda etapa de la alineación clásica (1993-1997)
En 1993, Don Dokken comenzó a componer nuevas canciones para un eventual álbum como solista, sin embargo, el ejecutivo estadounidense artists and repertoire John Kalodner le ofreció lanzar el disco como una producción de la banda e invitar a los otros miembros. Luego de una larga conversación entre Don y George Lynch para reunir a la clásica alienación y dejar atrás sus diferencias, Kalodner les sugirió que retocaran las canciones escritas en un principio por Don para lograr el sonido típico de Dokken. En ese mismo, con la inclusión de Jeff Pilson y Mick Brown, la banda se trasladó a los estudios 710 de propiedad de Don Dokken y grabaron el álbum Dysfunctional (1995). El quinto disco de estudio de la banda llegó hasta el puesto 47 en la lista Billboard 200 y según el propio vocalista se vendieron más de 400 000 copias hasta el 2013 en los Estados Unidos.
Las viejas rencillas entre Don y Lynch resurgieron durante la gira promocional de Dysfunctional, poniendo en peligro la continuación de la banda. Por aquel entonces el sello Columbia se había comprometido con la promoción del álbum y les consiguió una presentación en vivo para ser transmitida en 120 estaciones de radio de los Estados Unidos. Sin embargo, Lynch abandonó inesperadamente el estudio y se negó a grabar, por ello, el sello transmitió una cinta de los ensayos y cuatro días después clausuraron el contrato entre ellos. Más tarde firmaron con CMC International y en 1996 se publicó el disco en vivo One Live Night y en 1997 el de estudio Shadowlife, que fue considerado por Don como uno de sus peores trabajos debido a la intervención de Lynch en el sonido. Según el vocalista, Lynch quería tener más control y por ello cambió no solo el estilo del álbum sino también el clásico logotipo de la banda. Don alegó en una entrevista que la intervención del guitarrista era acabar con la banda e incluso citó lo que le dijo Lynch en una de las etapas de grabación: «Este es el disco perfecto. Este será el final de Dokken y eso es lo que quería lograr». A mitad de la gira promocional de Shadowlife, Lynch se retiró nuevamente tras varias discusiones con Don, para luego refundar su propia banda Lynch Mob en 1998.

### Nueva fase y cambios constantes en la alineación

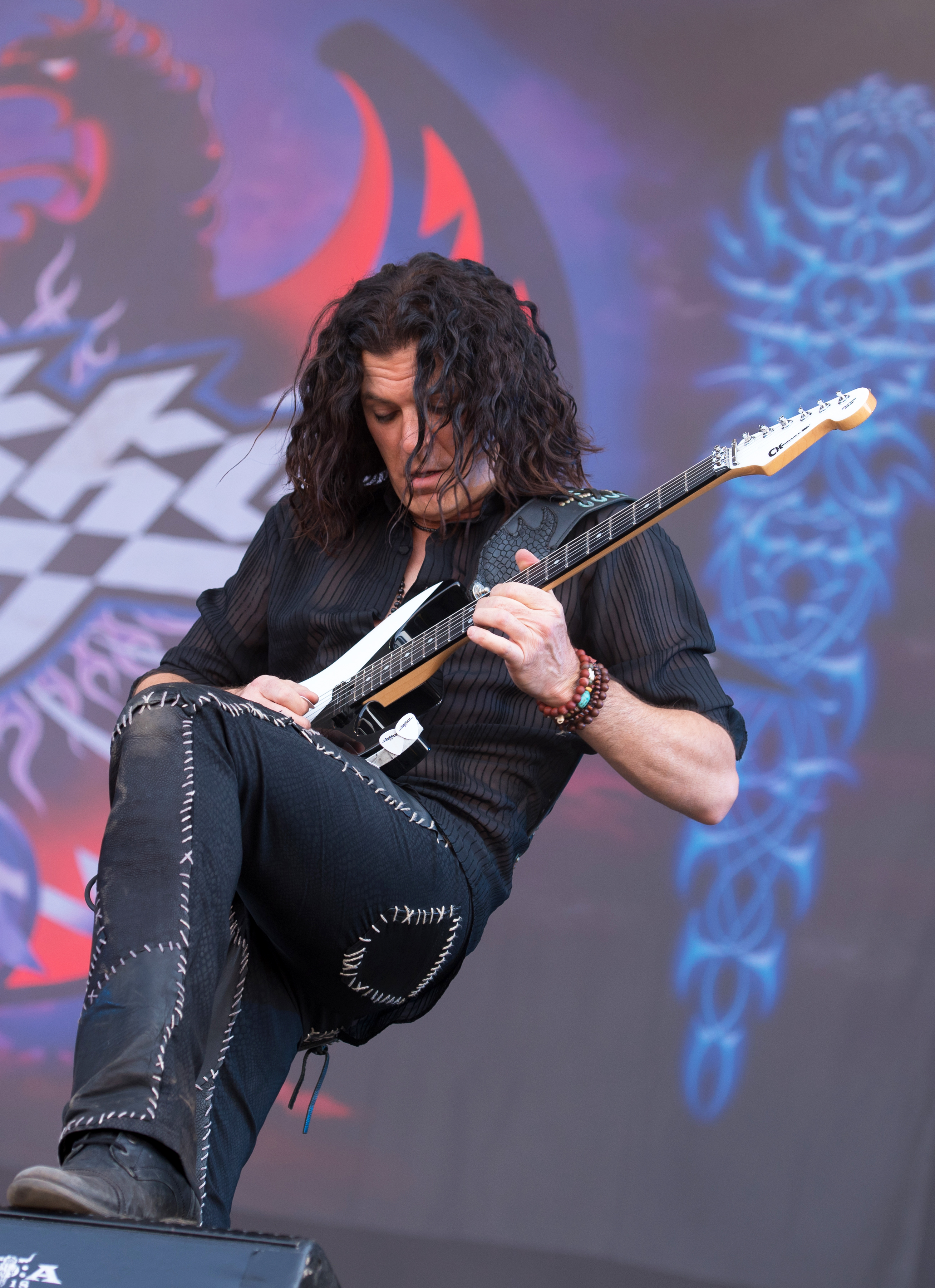
Jon Levin se unió a la banda en 2004

Luego de la salida de Lynch, la banda necesitaba a un nuevo guitarrista para terminar las presentaciones restantes de la gira de Shadowlife. Para cubrir el puesto, Don invitó a John Norum de Europe, que había colaborado con él en su álbum solista y que conocía la mayoría de las canciones de antemano; luego de los conciertos europeos, Norum dejó la banda para continuar con su carrera solista. A mediados de 1998 el guitarrista Reb Beach de Winger se integró al cuarteto y lanzaron en 1999 el disco Erase the Slate, que recibió diversas críticas tanto positivas como negativas. Durante la gira correspondiente se grabó un nuevo álbum en vivo Live from the Sun, que fue registrado en el recinto Sun Theater de Anaheim y lanzado en el 2000 en los formatos disco compacto y DVD. A finales del 2001 Beach prefirió enfocarse en otros proyectos y se retiró de la banda ya que según él le quitaba mucho tiempo, siendo reemplazado por John Norum. Por ese mismo período, el bajista Jeff Pilson se alejó voluntariamente de la banda, siendo reemplazado por Barry Sparks. En una entrevista de 2004, Don confirmó que Pilson renunció porque quería hacer nuevas cosas y que estaba aburrido de tocar las mismas canciones una y otra vez.
Con la formación integrada por Don Dokken, John Norum, Mick Brown y Barry Sparks lanzaron el disco Long Way Home en abril de 2002. Durante la gira promocional Norum sufrió una herida en la mano que le impidió tocar la guitarra y fue reemplazado por el guitarrista Alex De Rosso de la banda Dark Lord. Al poco tiempo después se embarcaron en una gira por los Estados Unidos creada por la revista Metal Edge, junto con las agrupaciones Ratt, Warrant, L.A. Guns y FireHouse, y en 2003 fueron parte de otra extensa gira por los Estados Unidos junto a Scorpions y Whitesnake. Luego del tour, Alex De Rosso perdió su visa y tuvo que regresar a Italia, por ello Don contrató al músico Jon Levin conocido como el guitarrista de Doro en el disco Force Majeure. Junto a él, grabaron Hell to Pay en 2004, que fue considerado en aquel entonces como el gran regreso al sonido clásico de Dokken. Durante el 2005, 2006 y 2007 el grupo estuvo de gira principalmente por los Estados Unidos y Europa, con una lista de canciones enfocada en los éxitos grabados en la década de los ochenta.

### Lightning Strikes Againy la posible reunión
En mayo de 2008 publicaron el disco Lightning Strikes Again, que les permitió recuperar gran parte de su popularidad, ya que fue el primer disco desde Shadowlife de 1997 que entró en la lista Billboard 200 de los Estados Unidos (puesto 133). Además, obtuvo gran apoyo de la crítica, considerándolo como el retorno de la «fórmula clásica» de Dokken de la década de los ochenta. Antes de iniciar la gira por los Estados Unidos junto a Sebastian Bach y Poison, Mick Brow y Barry Sparks se retiraron de la agrupación. El baterista firmó con el artista Ted Nugent para acompañarlo en su tour —antes de que se concretara la gira de Dokken— mientras que el bajista se había ido junto a su esposa a Asia y no puedo obtener la visa de trabajo antes de la gira. Por esa razón, fueron contratados Chris McCarvill de House of Lords (bajista) y Jeff Martin de Racer X (batería), pero este último solo duró hasta el 2009 luego que tuviera diferencias con Don Dokken y fuera despedido. Para culminar las últimas fechas, B.J. Zampa compañero de McCarvill en House of Lords fue el encargado de tocar la batería.
En noviembre de 2009, la alineación conformada por Don Dokken, George Lynch, Jeff Pilson y Mick Brown se reunió por una noche para tocar en el House of Blues de Anaheim, siendo la primera junta en doce años. Esta reunión fue considerada por la prensa especializada como una eventual gira, sin embargo, Lynch descartó esa opción a través de un comunicada en su página web. Por ese período, Mick Brown regresó a la banda y también fue contratado el bajista Sean McNabb, que había trabajo anteriormente en Great White y Quiet Riot. Durante el 2010 giraron por los Estados Unidos junto a L.A. Guns, Slaughter y Skid Row, y fueron los artistas invitados de Scorpions en algunas presentaciones del Get Your Sting and Blackout World Tour. A principios de dicho año, Lynch confirmó que podría reunirse la clásica formación de Dokken, pero en febrero se retractó. En mayo, tanto Lynch como Don participaron en el segundo episodio de la séptima temporada del programa The Metal Show y mencionaron que la idea estaba vigente, pero que los diferentes proyectos —Lynch con Lynch Mob y Pilson con Foreigner— impedían una reunión para 2010. Al final, en diciembre del mismo año Lynch informó que la reunión no era factible y pidió disculpas públicas a VH1 y a Eddie Trunk, quienes participaron en la eventual junta, como también a sus fanáticos.

### Broken Bonesy la salida de Mick Brown (2012-2020)
Durante el 2011 salieron de gira junto con Quiet Riot y luego con L.A. Guns por los Estados Unidos. Al año siguiente y durante el primer semestre la banda ingresó a los estudios para grabar el undécimo álbum de estudio denominado Broken Bones, el que fue lanzado al mercado en septiembre de 2012 y con el cual comenzaron un nuevo tour por varias ciudades de Estados Unidos, compartiendo escenario en ocasiones con otras bandas del hair metal de los años ochenta.
En noviembre de 2014 se anunció la salida de Sean McNabb, siendo su reemplazo el bajista Mark Boals, conocido por su trabajo con Yngwie Malmsteen. El 26 de junio de 2016 en una entrevista en el programa The Classic Metal Show, Don Dokken confirmó una reunión con George, Mick y Jeff para dar una serie de conciertos en Japón durante octubre del mismo año, que dio como resultado el disco en vivo Return to the East Live. Posteriormente, en marzo de 2017 Don Dokken comentó en LA Weekly que no habrá nuevas reuniones con Lynch y Pilson en un futuro, afirmando que los conciertos por Japón solo fueron «una cosa de una sola vez». Meses más tarde, en julio del mismo año el guitarrista Jon Levin aseguró que luego de algunas presentaciones por los Estados Unidos la banda ingresaría a los estudios para grabar un nuevo álbum, que podría ser lanzado a mediados de 2018. En 2019, George Lynch anunció que Mick Brow se retiraría temporalmente de la banda para descansar después de años de tocar la batería. Para cubrir su puesto se contrató a Bill "BJ" Zampa, quien ya había tocado con Dokken en una gira en 2009. En agosto de 2020 salió a la venta un recopilatorio titulado The Lost Songs: 1978-1981 que incluye once grabadas antes de editar su álbum debut.

### Heaven Comes Downy posible retiro
El 27 de octubre de 2023 Dokken sacó el mercado su duodécimo álbum de estudio, Heaven Comes Down, que logró buenas posiciones en las listas musicales específicas del Reino Unido, además de reseñas mixtas a favorables. Para promocionar el disco, en 2024 realizó algunas presentaciones por los Estados Unidos y en algunos festivales europeos. En abril de 2025, Don Dokken anunció que se retiraría de la industria en ese mismo año —aunque no especificó la fecha exacta— debido a un problema con su voz y a una situación con un procedimiento médico que le dificulta presentarse correctamente sobre el escenario.

## Miembros

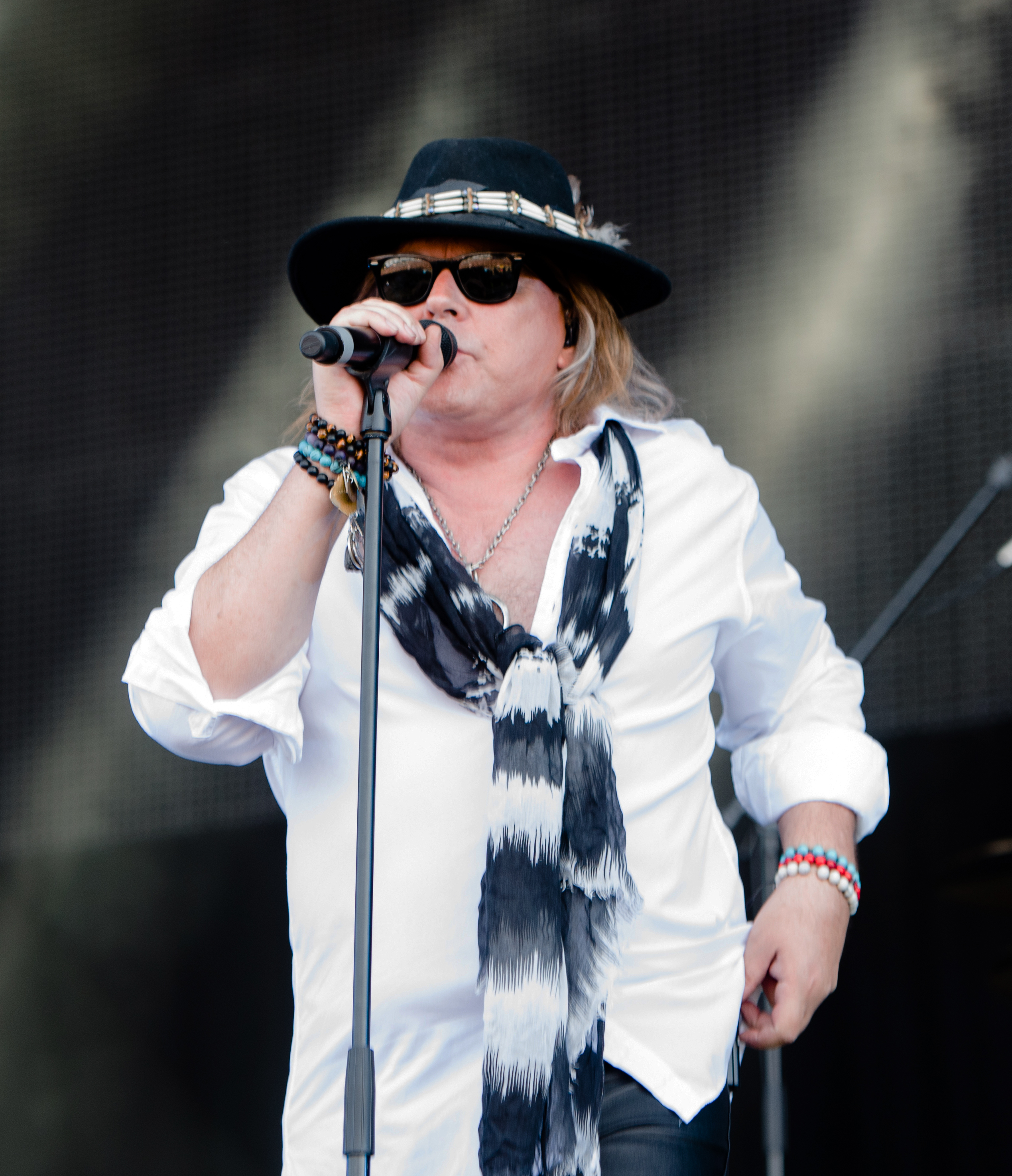
Don Dokken voz y guitarra rítmica (1978-1989, 1993-presente)
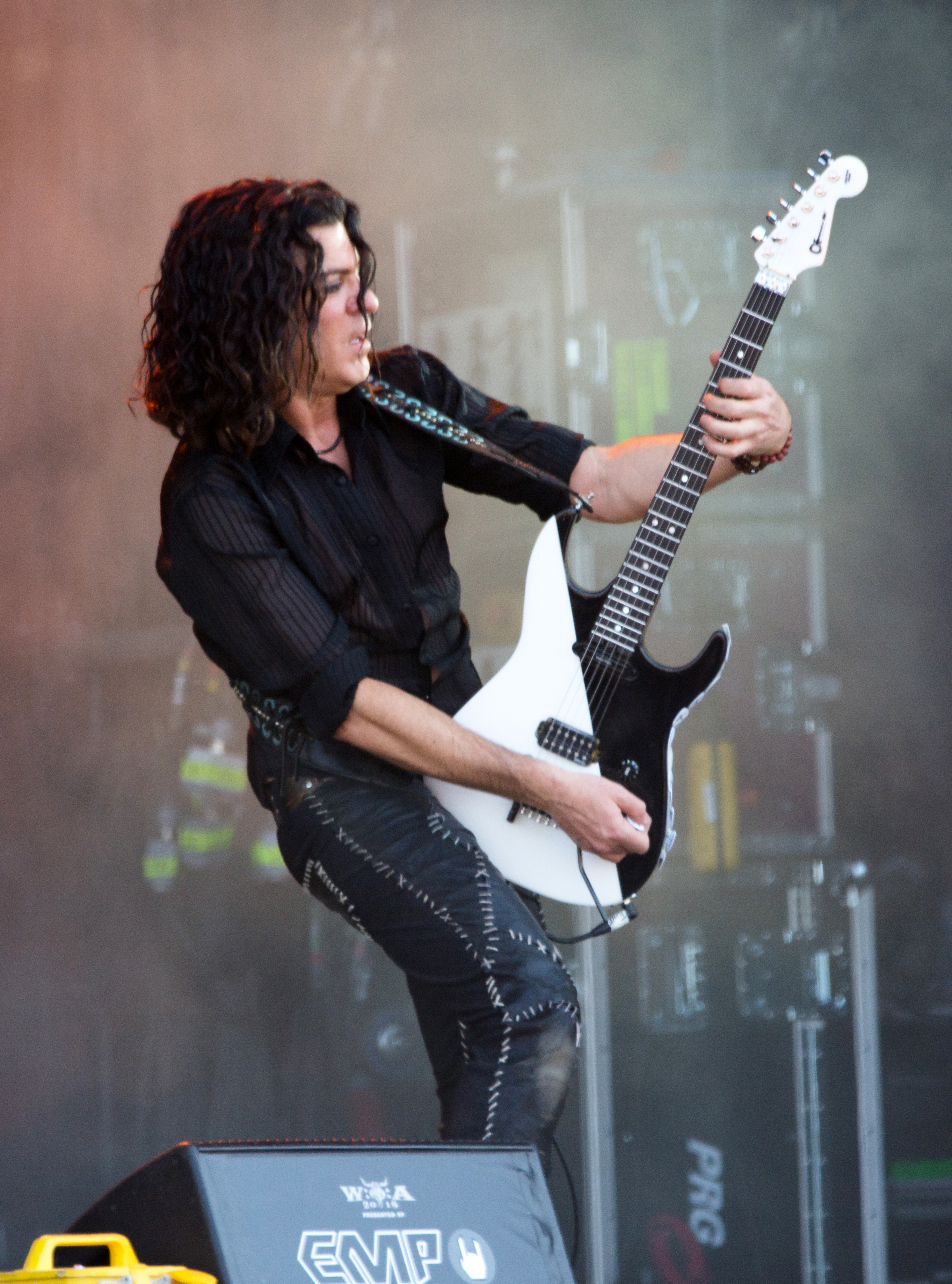
Jon Levin guitarra líder (2004-presente)
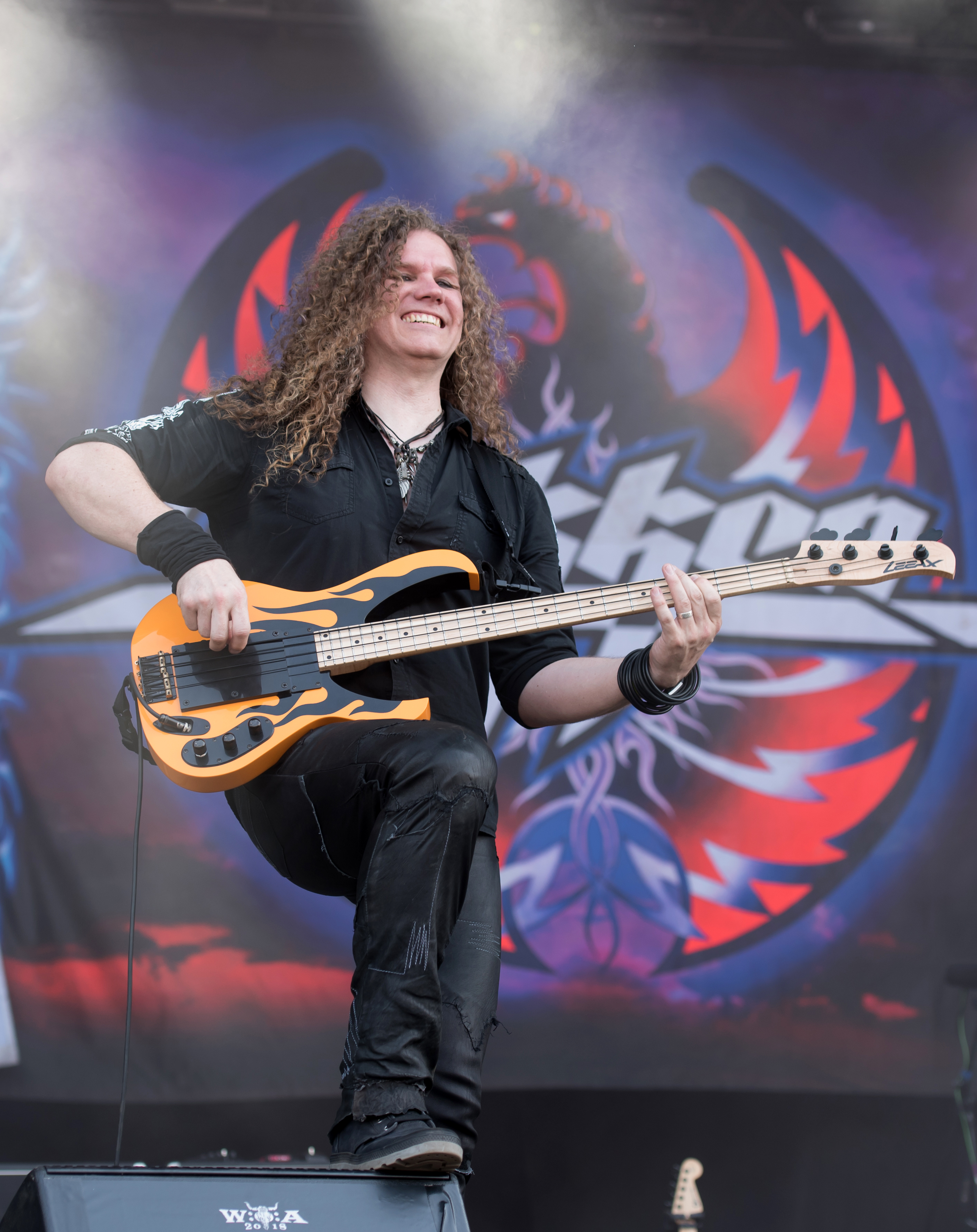
Chris McCarvill bajo (2015-presente)
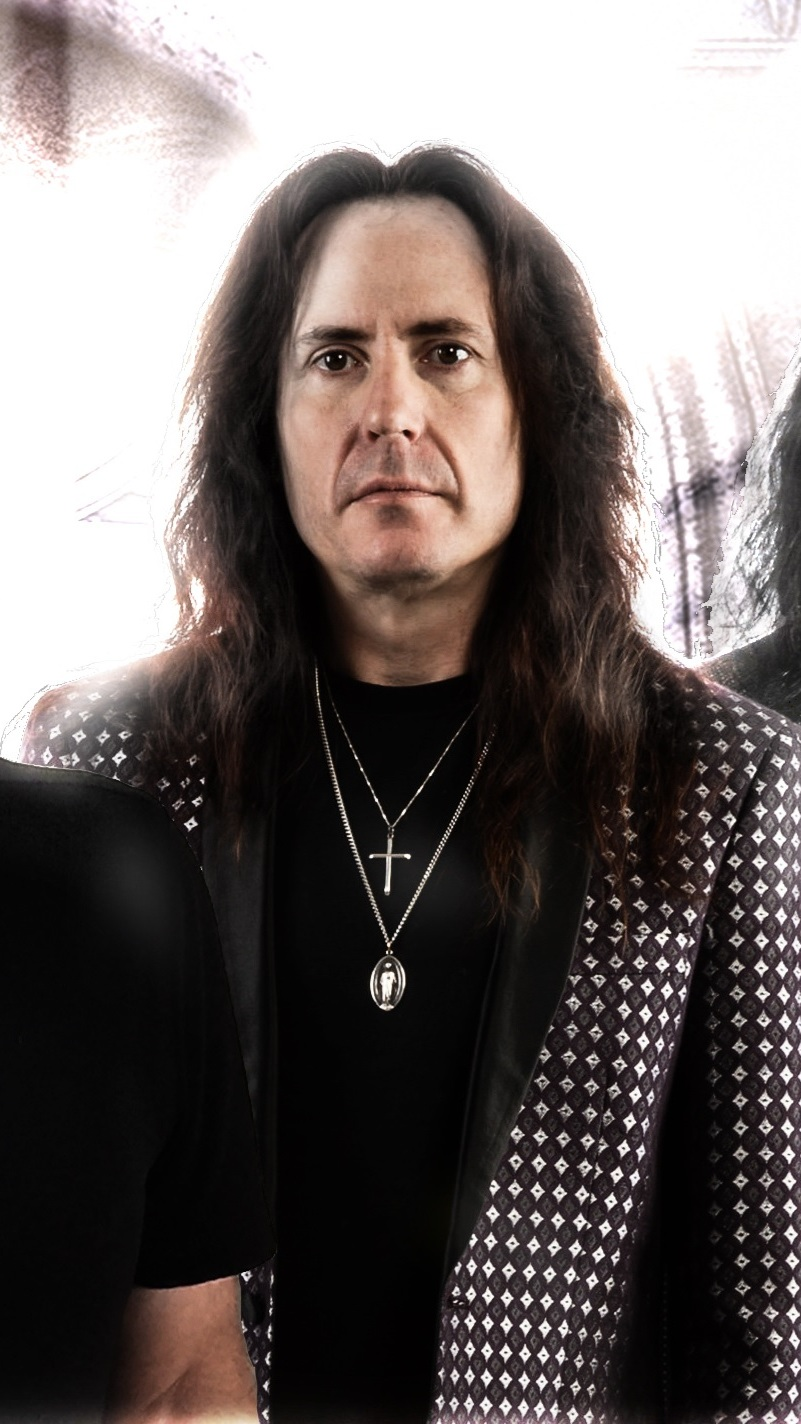
Bill "BJ" Zampa batería (2008-2010, 2019-presente)

| - Greg Leon - guitarra (1978-1980) - George Lynch - guitarra (1980-1989, 1993-1999) - Reb Beach - guitarra (1999-2001) - John Norum - guitarra (2001-2003) - Alex De Rosso - guitarra (2003-2004) - Steve Barry - bajo (1978) - Jeff Tappen - bajo (1978-1979) - Gary Link - bajo (1979-1980) - Juan Croucier - bajo (1980-1983) - Jeff Pilson - bajo (1983-1989, 1993-2001) - Barry Sparks - bajo (2001-2009) - Sean McNabb - bajo (2009-2014) - Mark Boals - bajo (2014-2015) - Greg Pecka - batería (1978) - Gary Holland - batería (1978-1980) - Mick Brown - batería (1980-1989, 1993-2019) | - John Norum - guitarra (gira 1997-1999) - Mikkey Dee - batería (Sweden Rock Festival de 2001) - Bam Bam Shiblei - batería (gira de 1983) - Frankie Banali - batería (21 de septiembre de 2002) - Adam Hamilton - bajo (21 de septiembre de 2002) - Greg Smith - bajo (22-25 de mayo de 2005) - Jeff Martin - batería (gira de 2008) - Bobby Marks - batería (gira de 2008) - Vik "Vikki" Foxx - batería (2 de agosto de 2007) - Billy Dee - bajo (gira de 2008) - Jimmy DeGrasso - batería (gira de 2012-2013) - Ira Black -guitarra (gira de noviembre a diciembre de 2017) |

## Discografía
Artículo principal: Anexo:Discografía de Dokken

### Álbumes de estudio
- 1983: Breaking the Chains
- 1984: Tooth and Nail
- 1985: Under Lock and Key
- 1987: Back for the Attack
- 1995: Dysfunctional
- 1997: Shadowlife
- 1999: Erase the Slate
- 2002: Long Way Home
- 2004: Hell to Pay
- 2008: Lightning Strikes Again
- 2012: Broken Bones
- 2023: Heaven Comes Down